# Каяпо
Каяпо — індіанці, які належать до групи народів же, що мешкають на території східної Бразилії у штатах Мату-Гроссу і Пара. Самоназва «мебенгокре», тобто «народ джерела».

## Історія
З давніх-давен каяпо населяли долину річки Токантінс. До XVII століття вони ділилися на південних і північних каяпо. Частина південних каяпо була винищена європейцями, частина вимерла, інші були асимільовані португальцями в XVII—XIX століттях. Північні каяпо досі зберігають свою самобутність.
У 1920-х роках на споконвічні землі індіанців стали перебиратися натовпи лісорубів, шахтарів, збирачів каучуку. У 1950-х роках були спроби домовитися між урядовцями Бразилії й вождями каяпо, проте невдало. Втім конфлікти у 1960-х роках посилилися, у 1970-х роках почалися конфлікти індіпнців з європейцями.
У 1980—1990 роках північні каяпо під орудою вождів Раоні та Мекарон-Ті вигнали поселенців і золотошукачів зі своїх територій. У 1988 році вони домоглися включення статті про права корінних жителів в нову конституцію Бразилії, а також законності їх домагань на територію. У 1989 році північні каяпо запобігли будівництву дамби «Карарао» на річці Шінгу, що представляла загрозу затоплення частини їхніх земель.

## Демографія та розселення
Південні населяли південно-східну частину штату Мату-Гросу, північно-західну — штату Сан-Паулу, західну — штату Мінас-Жерайс, південну — штату Гояс. Північні каяпо проживають на території штату Пара, переважно в межиріччі Шінгу і Токантінс. Вони підрозділяються на локальні і діалектні групи: тапаюона, горотіре, крен-акароре, кубен-кран-кенг, тшуа-кахамей, кубен-кран-ноти, шікрін, кокрайморо.
На початку XX століття чисельність населення каяпо становила 4 тис. осіб, проте до кінця 1970-х років вона скоротилася до 1300 осіб. З 1990 року починається відновлення демографії. Відповідно до перепису 2010 року кількість каяпо становить 8638 осіб.

## Соціальна організація
Основу становила громада, які об'єднувалися в племена. Водночас громади є доволі самостійними. На чолі громади стояв голова (бехадіоро). Йому допомагають помічники (оопен).

## Господарство
Основними заняттями південних каяпо були землеробство, насамперед вирощували кукурудзу, полювання, рибальство, збиральництво, виготовлення кошиків. Північні каяпо займалися ручними підсічно-вогневим землеробство — вирощували батат, кукурудзу, маніок, бавовна, полюванням, у горотіре до них додавалося збиральництво горіхів.
Натепер народ каяпо, представлений північними каяпо, є одним з найбагатших і наймогутніших з 240 корінних племен, що залишилися в Бразилії.

## Культура
Зберігають вірування у традиційні міфи, продовжують дотримуватися давніх ритуалів й звичаїв. Основну увагу приділяють гармонії між землею та людиною.
Шлюб дівчат відбувається у віці 10—12 років. Можливий другий шлюб і розлучення.

## Мова
Розмовляють мовою каяпо, що відноситься до мовної родини же. Також розмовляють португальською мовою.